# Lago de Castiñeiras
El lago de Castiñeiras es un lago artificial situado en el monte de Cotorredondo en el área metropolitana de Pontevedra (entre las comarcas del Morrazo y Pontevedra) en España, entre los municipios de Vilaboa (cerca de los lugares de Graña y Postemirón) y Marín (San Julián). El lago se encuentra a 9 kilómetros de la ciudad de Pontevedra.

## Historia
Alrededor del lago se encuentra uno de los parques forestales más antiguos de Galicia, el Parque Natural del Lago de Castiñeiras, situado en un monte comunal gestionado por la Junta de Galicia. El lago se creó en 1950 como consecuencia de la construcción de una nueva carretera en la zona y para contener el agua de riego del arroyo de Castiñeiras.
Está rodeado por un bosque creado en la década de 1950, pero que probablemente tiene su origen en las primeras plantaciones del plan de reforestación de la provincia de Pontevedra, iniciado el 3 de enero de 1927.
En 2024 se presentó un proyecto para la reordenación del aparcamiento en la parte superior del parque a escasa distancia del lago, la creación de un pequeño anfiteatro con gradas, la ampliación de los espacios de uso cultural y del merendero con tres mesas de piedra y bancos y la mejora de la movilidad.

## Descripción
El parque cuenta con 70 hectáreas de terreno reforestado con castaños, abedules, robles rojos americanos, pinos, laureles y otras especies exóticas y más de 40 especies de árboles. La fauna incluye patos, cisnes, reptiles, peces (el lago ha sido repoblado recientemente con truchas), ciervos y gamos.
El parque que rodea el lago dispone de amplias zonas recreativas con merenderos, barbacoas, fuentes y juegos infantiles. Existen varias rutas de senderismo alrededor del lago, una de las cuales conduce al mirador de Cotorredondo o Mirador de las Tres Rías, denominado así por las vistas panorámicas que ofrece sobre las rías de Pontevedra, Vigo y Arosa, a 550 metros de altitud.
En el parque hay yacimientos arqueológicos de la época megalítica y de la Edad de Bronce. Hay un yacimiento de cuatro mámoas (túmulos funerarios), entre las que destaca la Mámoa del Rey, una de las más grandes de Galicia.
En el interior del parque hay una caseta de información y un espacio expositivo sobre la naturaleza de Cotorredondo desde 1987 (Aula de la Naturaleza de San Julián), ambos gestionados por la cooperativa Teixugo.

## Acceso
Se puede acceder al lago por la carretera de Figueirido, desde la N-550, o desde Vilaboa a través de varias pistas forestaless (401, 105).

## Galería de imágenes
|                 |
| Vista del lago. |

|                               |
| Vista aérea del lago en 2014. |

|                 |
| Vista del lago. |

|                        |
| Arroyo de Castiñeiras. |

|         |
| El lago |

|         |
| El lago |